# Jérôme Valcke
Jérôme Valcke (1960. október 6. –) francia újságíró, televíziós személyiség, nemzetközi sportvezető.

## Életpálya
1991-től 1997-ig Canal+ francia tévévállalat sportosztályának helyettes vezető, 1997-től – 2002-ig vezető. 2002-től 2003-ig Genfben a nemzetközi sportjogok Chief Operating Officer ügynökségnél dolgozott. 2003-tól a FIFA marketing igazgatója. Erőfeszítése hatására a FIFA pénzügyi helyzete stabilizálódott, de 2006-ban egy New Yorkban székelő bíróság bűnösnek találta egy szponzormegállapodás miatt. A FIFA szüneteltette megbízatását, jelezve jövőbeni foglalkoztatását. 2007. június 27-től Sepp Blatter FIFA elnök javaslatára a Nemzetközi Labdarúgó-szövetség (FIFA) főtitkára. Ő az első főtitkár, aki nem Svájcban született. Kiváló nyelvismerettel rendelkezik, anyanyelvén kívül beszéli az angolt, németet, spanyolt.